# 玛琦号街车
《玛琦号街车》（英語：A Streetcar Named Marge）是美国动画情景喜剧《辛普森一家》第四季的第二集，也是全剧的第61集，于1992年10月1日通过福克斯电视网在美国首播。在这一集里，由田纳西·威廉斯剧作《欲望号街车》改编的音乐剧将在春田镇上演，玛琦·辛普森赢得出演布兰奇·杜波依斯的机会。霍默对夫人的表演热情不为所动，让玛琦感到失望，觉得丈夫越来越像剧中粗鄙的男主角斯坦利·科瓦尔斯基。剧中同时插有分线剧情，主要是玛吉·辛普森在日间托儿所试图取回自己的奶嘴。
节目由杰夫·马丁编剧，里奇·摩尔执导，是乔恩·拉威茨客串出演的第四集《辛普森一家》，除音乐剧导演卢埃林·辛克莱外，他还在剧中为卢埃林的妹妹、经营日间托儿所的辛克莱女士配音。《玛琦号街车》中有首涉及新奥尔良的原创歌曲，歌词中包含直接批评该市的内容并因此引发争议。新奥尔良一家报纸在节目播出前就通过报导公布歌词内容，福克斯在当地的子公司因此接到多宗投诉。对此，福克斯公司总裁发表声明，向任何对此感到冒犯的人致歉。虽然歌曲遭遇争议，但《辛普森一家》的剧迷对本集评价甚佳，节目主创马特·格勒宁也称这是他最喜欢的剧集之一。

## 剧情
霍默、巴特和莉萨正在家里看电视，玛琦这时宣布，她平常几乎所有时间都花在照料小女玛吉上，生活非常单调，希望走出家门认识更多的人，所以打算参加春田镇音乐剧《欲望号街车》（A Streetcar Named Desire）的演出。但是，丈夫和孩子们都在专心看电视，根本没人听她说话。
卢埃林·辛克莱（Llewellyn Sinclair）是音乐剧《哦，街车！》（Oh, Streetcar!）的导演，内德·弗兰德获选出演斯坦利·科瓦尔斯基（Stanley Kowalski）。玛琦前去试镜布兰奇·杜波依斯一角，但导演认为布兰奇应该是“受到糊涂粗汉践踏的精致花朵”，玛琦的第一印象就不合适。垂头丧气的玛琦打电话回家，询问霍默晚饭想吃什么。看到这一幕的卢埃林马上意识到，她正是出演布兰奇的绝佳人选。
次日，玛琦带着幼女玛吉去排练，但女儿干扰到众人工作，导演于是告诉玛琦可以把女儿放到他妹妹的日托中心“艾茵·兰德幼儿学校”（Ayn Rand School for Tots）。刚到托儿中心，玛吉嘴里一直含着的奶嘴就被辛克莱女士没收。玛吉还同其他婴儿联手，想要夺回奶嘴，但辛克莱女士技高一筹，并将玛吉放进婴儿围栏。
玛琦在排练时遇到瓶颈，剧情需要她打破玻璃瓶并袭击斯坦利，但玛琦实在没法鼓起勇气。回到家后，玛琦希望丈夫能帮她记台词，但霍默对此心不在焉。演出前一天，玛琦和内德再次排练这场摔瓶子的戏，起初依然没有进展，但前来载妻子回家的霍默导致彩排连续多次中断后，玛琦把斯坦利想象成霍默，这次她终于爆发，摔了瓶子并攻击内德。
次日，玛吉终于在艾茵·兰德幼儿学校成功取回自己的奶嘴。霍默先到学校接回玛吉，然后同孩子们一起去看音乐剧。演出开始后没多久，他就感到厌倦，但在妻子上场后，霍默逐渐了解节目内容，并因布兰奇受到斯坦利的粗暴对待而感到难受，也逐渐理解妻子排练期间的心情。演出结束后，台下观众对玛琦的演出报以掌声，霍默则陷入忧伤，没有像他人一样热烈鼓掌。玛琦误以为丈夫是对节目感到无聊，所以之后对他充满敌意。霍默耐心向夫人解释，他是真心对布兰奇的处境感到难过，觉得她理应有更爱她的丈夫，而不是像斯坦利这样无视、亏待她。霍默希望能成为这样有担当的男人，他是对自己无法给布兰奇应有的幸福生活而感到忧伤。玛琦终于明白丈夫的确是在专心欣赏音乐剧，于是两人开心地离开剧院。

## 制作

### 剧本和音乐

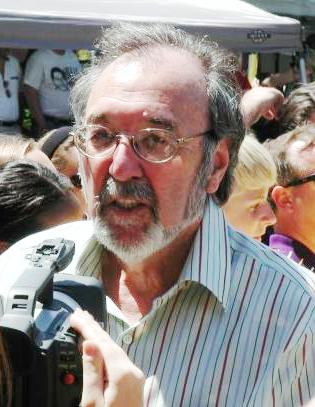
选择玛琦扮演布兰奇·杜波依斯源自制片人詹姆斯·L·布鲁克斯的设想

《玛琦号街车》的剧情早在1990年就已设想成型，经过两年才在荧屏上播映。杰夫·马丁起初建议由霍默参加剧作《1776》的演出，制片人詹姆斯·L·布鲁克斯于是提议让玛琦出演《欲望号街车》中的布兰奇·杜波依斯，因为他觉得玛琦和霍默的关系同布兰奇与斯坦利颇为神似，希望借此为剧集增添多元的情感弧度。由于作品尚受版权保护，因此动画片中不能采用田纳西·威廉斯原剧作的大段内容。但福克斯公司的律师阿纳托利·克勒班纳（Anatole Klebanow）称，根据剧作另行创造歌曲不会违反版权法。据制片人迈克·里斯（Mike Reiss）所述，克勒班纳甚至承诺，如果节目制作完成后出现法律争议，他愿意“把官司一直打到联邦最高法院”。马丁之后表示，虽然歌曲让节目更为有趣，但也令创作难度提高。
剧中玛吉尝试取回奶嘴的支线剧情源于杰夫·马丁的设想，其中采用的音乐是1963年电影《大逃亡》（The Great Escape）的进行曲配乐主题，由埃尔默·伯恩斯坦作曲。为《辛普森一家》作曲的阿尔夫·克劳森（Alf Clausen）取得采用这段音乐的授权，还可以直接沿用电影中的配乐桥段。《大逃亡》是马丁从儿时开始就最钟爱的电影，他还称，“能够听到《辛普森一家》的录音室乐团演奏这段音乐，这实在令人无比兴奋、感慨万千。”

### 动画制作
对于《辛普森一家》的动画导演来说，《玛琦号街车》的制作颇具挑战。剧中有多个长镜头固定套路，特别是在第三和最后一幕，包括玛吉支线剧情的尾声和最后的音乐剧演出。有多个镜头需要动画师绘出数十个背景人物。首席导演里奇·摩尔起初担心节目不能及时完成，监督主任大卫·斯沃曼（David Silverman）也曾有类似担忧。据杰夫·马丁回忆，摩尔曾发回一段绘有他自己形象的动画，显示他面对剧本目瞪口呆。另据制片人阿尔·让（Al Jean）所言，摩尔为做出这集节目中最精致的镜头，简直是“拼了命地工作”。
许多起初在分镜和样片中出现的内容要么没有包含在最终成片内，要么是顺序经过调整，例如有关玛吉的大部分剧情就在节目播出前修改过。最终播出的节目中还剪掉了一段众婴儿把辛克莱女士锁在办公室的内容。

### 配音演出
《辛普森一家》的所有主要配音演出都有参加本集演出，一同出场的还有节目中的常客麦琪·罗丝威尔（Maggie Roswell）和菲尔·哈特曼，助理制片人洛纳·威廉姆斯（Lona Williams）也为剧中一个小角色配音。喜剧演员乔恩·拉威茨在剧中为卢埃林·辛克莱和辛克莱女士配音，这也是他第四次客串出演《辛普森一家》，之前三次分别是第二季第12集《往日路途》（The Way We Was）、第18集《刷出伟大》（Brush with Greatness）和第三季第五集《英雄霍默》（Homer Defined）。拉威兹之后还多次参加《辛普森一家》的演出，并与阿尔·让和迈克·里斯在动画情景喜剧《评论家》（The Critic）中合作。2006年，将他评为《辛普森一家》最佳客串明星的第八名。

## 文化指涉

剧中阿尔弗雷德·希区柯克溜狗的镜头源自这位导演在电影《群鸟》中的客串

虽然《哦，街车！》是根据《欲望号街车》改编，但音乐剧的剧名却是影射肯尼思·泰南的情色舞台剧《加尔各答风情画》（Oh! Calcutta!）。除布兰奇和斯坦利外，《欲望号街车》还有多个人物在《哦，街车！》中亮相，如斯特拉·科瓦尔斯基（在剧中由海伦·洛夫乔伊扮演）、青年收藏家（在剧中由阿普·纳哈萨皮马佩蒂隆饰演）、米奇（在剧中由莱昂内尔·许茨演出）、医生（在剧中由克兰西·维古姆诠释）、史蒂夫（在剧中由贾斯帕·比尔德利扮演，不过阿普起初声称史蒂夫一角是由他饰演）和帕布罗（起初由奥托·曼出演，但在正式演出前改由导演卢埃林亲自诠释）。音乐剧结束时的插曲《陌生人的慈悲心场》（Kindness of Strangers）意指布兰奇在剧作中的最后一句台词：“我总是非常依赖陌生人的慈悲心场”。不过，这首歌的曲调天真无邪，有意曲解布兰奇台词中的深意，构成讽刺。
剧中有多处涉及艾茵·兰德小说及客观主义哲学的隐喻。玛吉被送到名叫“艾茵·兰德幼儿学校”的日托中心， 辛克莱女士所看的书叫《源头饮食》（The Fountainhead Diet），暗指兰德的作品《源头》。日托中心墙上的海报印有“帮助徒劳无益”（Helping is Futile）的字样，意指兰德本人反对利他主义的伦理观念。另一面墙上还印有标语“是”，意指同一律，在兰德小说《阿特拉斯耸耸肩》中有至关重要的地位。此外，艾茵·兰德幼儿学校之后还在2012年的动画短片《辛普森一家：托儿所的漫长日》（The Longest Daycare）里再度亮相。
围绕玛吉展开的支线剧情不但采用《大逃亡》的配乐，还有多个指涉该片的典故。辛克莱女士曾把玛吉放到名为“盒子”（The Box）的婴儿围栏，意指《大逃亡》中史提夫·麦昆扮演的男主角被单独关押的剧情。玛吉还朝围栏的墙上扔弹球，1963年电影的男主角被关禁闭时也有同样举动。
霍默、巴特和莉萨从日托中心接走玛吉时，整幢大楼里到处都是嘴里吸着奶嘴的婴儿，静静地盯着辛普森一家。这段镜头是恶搞阿尔弗雷德·希区柯克执导电影《群鸟》的最后一个镜头。此外，剧中还能看到希区柯克在日托中心外溜狗，意指他本人在《群鸟》中的客串出镜。《玛琦号街车》还有暗指《公民凯恩》歌剧桥段的内容，即霍默一边观看妻子在音乐剧中的演出，一边摆弄撕碎的节目单。

## 家用媒体
《玛琦号街车》中所有的歌曲之后都收录在沃尔特·迪斯尼唱片2000年发行的专辑《春日镇曲调歌曲》（Songs in the Key of Springfield）中。2005年发行的录像带套装《辛普森一家到好莱坞》（The Simpsons Go Hollywood）收录有《玛琦号街车》，本集还于2004年同第四季其他剧集一起发布《辛普森一家第四季完整版》。乔恩·拉威茨、马特·格勒宁、阿尔·让、迈克·里斯、杰夫·马丁和汉克·阿扎里亚都为录有评论音轨。

## 反响

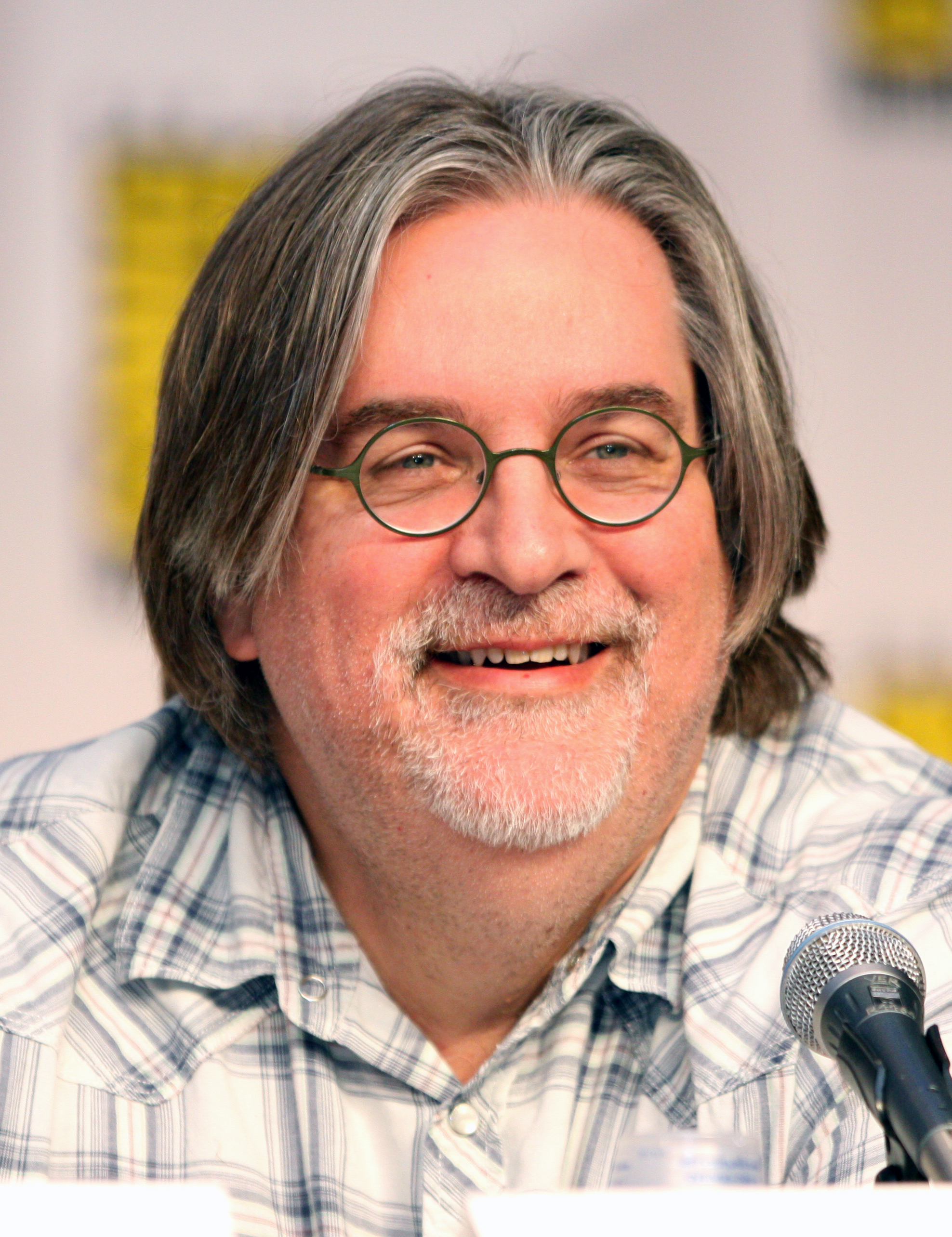
《辛普森一家》主创人马特·格勒宁称《玛琦号街车》是他最满意的其中一集

《玛琦号街车》于1992年10月1日通过福克斯电视网在美国首播，尼尔森收视率为11.8，相当于约有1100万美国家庭收看，在9月27日至10月4日这周所有的电视节目里排第32位，也是福克斯电视网这周收视率第二高的节目，仅次于《奉子成婚》（Married... with Children）。节目播出后颇受剧迷和电视评论家好评。《泰晤士报》的迈克尔·莫兰（Michael Moran）于2010年初把这集在《辛普森一家》所有剧集中排第七。多尔顿·罗斯（Dalton Ross）则在《娱乐周刊》发文，称赞本集是《辛普森一家》中最出色的音乐剧集，《纽约时报》的戴夫·凯尔（Dave Kehr）也觉得这集表现堪称“辉煌……应该（强制）要求每个托尼奖观众都来欣赏剧中对百老汇音乐剧的嘲弄。”加拿大网上探险家网站的凯文·威廉姆森（Kevin Williamson）把《玛琦号街车》列入他的最佳电视剧集名单，称节目完美把握社区剧院演出的基调，比1996年的电影《等待古夫曼》（Waiting for Guffman）还要出色。《辛普森一家》主创人马特·格勒宁也把本集选入他最喜欢的节目之列，还称剧中支线剧集是“玛吉最精彩的瞬间”，之后客串出演《辛普森一家》的特雷·阿纳斯塔西奥（Trey Anastasio）表示，《玛琦号街车》“可能是历史上最优秀的电视节目。”执行制片人詹姆斯··布鲁克斯同样把本集列为个人最喜欢的剧集之一，称这集节目“证明我们能够进入出乎任何人意料的领域。”节目播出后，艾茵·兰德协会致电格勒宁，称协会对节目中那些有关兰德的文化指涉深感钦佩，还询问节目是否有取笑协会的意思。
1993年，《玛琦号街车》和第四季第九集《扫雪先生》（Mr. Plow）得以参选黄金时段艾美奖最佳喜剧剧集奖。受此前的规则限制，《辛普森一家》只能参与最佳动画节目奖角逐，已有两度获奖，但评奖规则在1993年初变更，电视动画也可以竞争最佳喜剧剧集奖。不过，投票人此时对选择动画片而非真人节目还心存疑虑，所以《辛普森一家》未获提名。一年后，剧组再度递交节目参选，但还是没能获提名。此后节目组再接再厉，每年都会递交节目参评，截至2016年已有32次获奖和85次提名。

### 争议
《玛琦号街车》的音乐中有一首歌曲引发争议，歌词称新奥尔良是“海盗、酒鬼和妓女”等三教九流之辈的大本营。本集编剧杰夫·马丁本意是用这首歌戏仿《魔街理发师》中嘲讽伦敦的歌曲《没有什么地方会像伦敦这样》（There's No Place Like London）。阿尔·让之后表示，剧中本应有两名卡津人走出剧院，对音乐剧表示厌恶，但众配音演员都无法呈现出真实的卡津人口音。剧组制作的这场戏在正式播出前被剪，但收录在电视剧的套装中。
《辛普森一家》第四季正式播映前，制片人把前两集——《库斯提夏令营》（Kamp Krusty）和《玛琦号街车》——呈送剧评人赏析。新奥尔良的一位评论员看过《玛琦号街车》后把歌词登在报上，此时剧集尚未播出。许多读者对歌词断章取义，福克斯公司此时驻新奥尔良的子公司（这时属音乐家昆西·琼斯所有，当地的福克斯子公司之后改为）在节目播出当天收到近百份投诉，当地多家广播电台也播出节目，对这首歌曲表示抗议。
应的要求，福克斯公司总裁杰米·凯尔纳（Jamie Kellner）于1992年10月1日发表声明：
|  | 我们留意到，今晚播出的电视剧《辛普森一家》中有首涉及新奥尔良的幽默歌曲让该市部分居民和官员感到冒犯。看过这集节目的观众都知道，这首歌实际上是在嘲讽不计其数的百老汇音乐剧开场歌舞，为之后的剧情埋下伏笔，这也是歌曲的唯一目的。这首歌在脱离上下文后令部分人士感到冒犯，对此我们深表遗憾。《辛普森一家》剧组和福克斯广播公司绝对无意要冒犯大家。 |

为了平息争议，《辛普森一家》的制片人在一周后播出的《异教徒霍默》（Homer the Heretic）中加入黑板噱头：“我不会诽谤新奥尔良”（I will not defame New Orleans），针对上集的歌曲向观众致歉。阿尔·让对此表示：“我们都没想到人们会这么生气，如果只能用不超过八个单词来表达歉意，这是我们觉得最合适的。”风波很快过去，1993年的新奥尔良狂欢节期间，塔克斯克鲁游行组织的游行领队就是身穿巴特·辛普森式样服装。
2005年9月，英国第四台在飓风卡特里娜重创新奥尔良仅一周后播出《玛琦号街车》，此举再度引发争议。许多观众认为，考虑到风暴灾情极其严重，在这个时候播出《玛琦号街车》让人情感上难以接受，因此向通讯管理局投诉。两天后，第四台在节目中向观众道歉，并直接同所有投诉过的观众联系。虽然第四台在播出这集时已经删减令人反感的内容，但许多观众对歌曲并不在意，反而是对主线剧情有意见。第四台承诺今后会调整审查程序，确保类似事件不再发生。